# Antoni (Bloom)

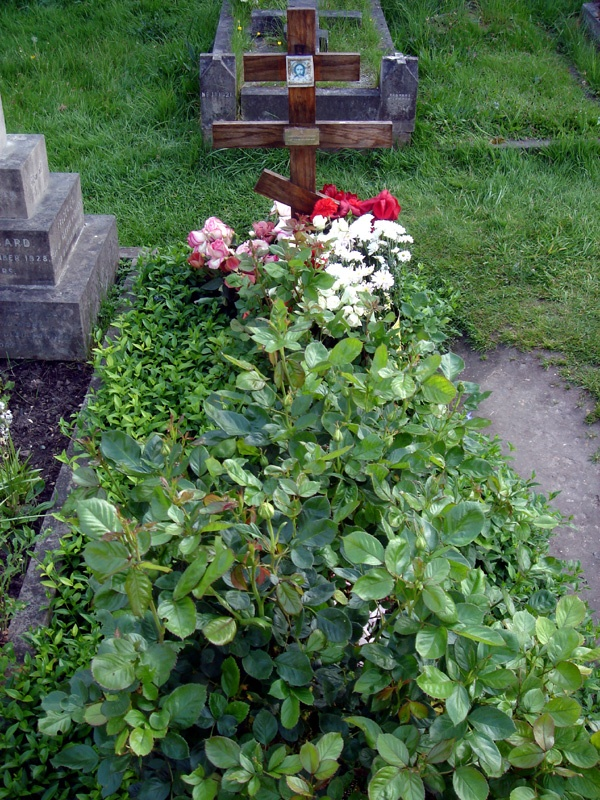
Grób Antoniego (Blooma) na cmentarzu Brompton

Antoni, imię świeckie Andriej Borisowicz Bloom (ur. 19 czerwca 1914 w Lozannie, zm. 4 sierpnia 2003 w Londynie) – rosyjski biskup prawosławny.

## Życiorys
Był synem rosyjskiego dyplomaty. Dzieciństwo spędził w Rosji i Persji. Jego matka była siostrą kompozytora Aleksandra Skriabina. W 1923 rodzina Bloom, zmuszona z powodu wybuchu rewolucji październikowej do opuszczenia placówki w Persji, zamieszkała w Paryżu. Przyszły duchowny ukończył w 1939 w Paryżu studia biologiczne, następnie zaś medyczne. W domu nie odebrał wychowania religijnego. Do lektury Ewangelii, którą w swoich wspomnieniach określał jako początek pogłębionego życia duchowego, skłonił go przypadkowy udział w wykładzie ks. Siergieja Bułgakowa.
W czasie II wojny światowej był lekarzem w armii francuskiej, następnie uczestniczył we francuskim ruchu oporu. 16 kwietnia 1943 archimandryta Atanazy (Nieczajew), służący w cerkwi Trzech Świętych Hierarchów w Paryżu przyjął od niego wieczyste śluby mnisze. Przez kolejne kilka lat mnich Antoni prowadził prywatną praktykę lekarską. 27 października 1948 metropolita Serafin (Łukianow) wyświęcił go na hierodiakona, zaś 14 listopada – na hieromnicha.
Od września 1950 był proboszczem parafii Świętych Filipa i Sergiusza w Londynie. W 1953 został mianowany igumenem, zaś trzy lata później – archimandrytą. W grudniu 1956 został proboszczem parafii Zaśnięcia Matki Bożej i Wszystkich Świętych w Londynie. 30 listopada 1957 miała miejsce jego chirotonia na biskupa siergijewskiego, wikariusza Zachodnioeuropejskiego Egzarchatu Rosyjskiego Kościoła Prawosławnego. 10 października 1962 został ordynariuszem nowo powstałej eparchii suroskiej, jednostki administracyjnej egzarchatu obejmującej terytorium Wielkiej Brytanii i Irlandii. W tym samym momencie otrzymał godność arcybiskupią. W 1966 Antoni (Bloom) został podniesiony do godności metropolity i zarazem objął urząd patriarszego egzarchy Europy zachodniej.
Działalność hierarchy w Wielkiej Brytanii znacząco przyczyniła się do rozwoju sieci placówek duszpasterskich Patriarchatu Moskiewskiego w tym kraju, co pozwoliło na powołanie odrębnej eparchii (przed przybyciem Antoniego (Blooma) do tego kraju istniała tam jedna stała parafia rosyjska). Był uczestnikiem ruchu ekumenicznego, autorem zbiorów kazań i tekstów teologicznych. W 1974 na własną prośbę zrezygnował z godności egzarchy, pozostając metropolitą suroskim.
31 stycznia 1983 otrzymał doktorat honoris causa Moskiewskiej Akademii Duchownej. Posiadał również analogiczne tytuły uniwersytetów w Cambridge i Aberdeen. Jego teksty teologiczne i kazania były drukowane w języku rosyjskim i angielskim oraz transmitowane przez BBC. W języku polskim wydane zostały prace Szkoła modlitwy, Odwaga modlitwy oraz Rozmowy o śmierci i umieraniu.
30 lipca 2003, z powodu złego stanu zdrowia, po przebytej operacji, Antoni (Bloom) złożył prośbę o przeniesienie w stan spoczynku, która została przyjęta. 4 sierpnia tego samego roku duchowny zmarł. Po ceremonii pogrzebowej w soborze Zaśnięcia Matki Bożej i Wszystkich Świętych w Londynie został pochowany na Cmentarzu Brompton.